# KFNB – Saturn und Mercur
| KFNB „SATURN“ und „MERCUR“ | KFNB „SATURN“ und „MERCUR“ | KFNB „SATURN“ und „MERCUR“ |
| -------------------------- | -------------------------- | -------------------------- |
| kein Bild vorhanden        |                            |                            |
| Technische Daten           |                            |                            |
|                            | vor Umbau                  | nach Umbau                 |
| Bauart                     | 1A1 n2                     | 1A1 n2                     |
| Zylinder-Ø                 | 290 mm                     | 279 mm                     |
| Kolbenhub                  | 448 mm                     | 406 mm                     |
| Treibrad-Ø                 | 1581 mm                    | 1524 mm                    |
| Laufrad-Ø vorne            | 1106 mm                    | 1067 mm                    |
| Laufrad-Ø hinten           | 1106 mm                    | 1067 mm                    |
| Fester Radstand            | k. A.                      | 3350 mm                    |
| Gesamtradstand             | k. A.                      | 3350 mm                    |
| Gesamtradstand + Tender    | k. A.                      | k. A.                      |
| Heizfl. d. Rohre           | 32,4 m²                    | 32,0 m²                    |
| Heizfl. d. Feuerbüchse     | 4,6 m²                     | 3,6 m²                     |
| Rostfl.                    | k. A.                      | 0,63 m²                    |
| Dampfdruck                 | k. A.                      | 5,4                        |
| Gewicht (leer)             | k. A.                      | 13,2 t                     |
| Adhäsionsgewicht           | k. A.                      | k. A.                      |
| Dienstgewicht              | k. A.                      | 14,1 t                     |
| Dienstgewicht + Tender     | k. A.                      | k. A.                      |
| Wasser                     | k. A.                      | k. A.                      |
| Kohle                      | k. A.                      | k. A.                      |
| Länge                      | k. A.                      | k. A.                      |
| Länge + Tender             | k. A.                      | k. A.                      |
| Höhe                       | k. A.                      | k. A.                      |

Die Dampflokomotiven „SATURN“ und „MERCUR“ waren Personenzuglokomotiven der KFNB.
Sie wurden von der Lokomotivfabrik Cockerill in Seraing (Belgien) 1838 geliefert und hatten die Achsformel 1A1.
Sie entsprachen der englischen 1A1-Bauart.
Offenbar gab es mit den gelieferten Radsätzen Probleme, sodass ein Umbau erforderlich wurde.
Dabei wurde auch ein anderer Kessel montiert.
Die Maschine wurden 1851 abgestellt und 1861 bzw. 1856 ausgemustert.
Die Lokomotiven besaßen die KFNB-Inventarnummern 9 und 10.